# Gare de Marbache
Gare de Marbache vasútállomás Franciaországban, Marbache településen.

## Vasútvonalak
Az állomást az alábbi vasútvonalak érintik:
- Frouard-Novéant-vasútvonal

## Kapcsolódó állomások
A vasútállomáshoz az alábbi állomások vannak a legközelebb:
- Gare de Pompey
- Gare de Belleville